# Xanthorhoe infernaria
Xanthorhoe infernaria là một loài bướm đêm trong họ Geometridae.